# カルス条約

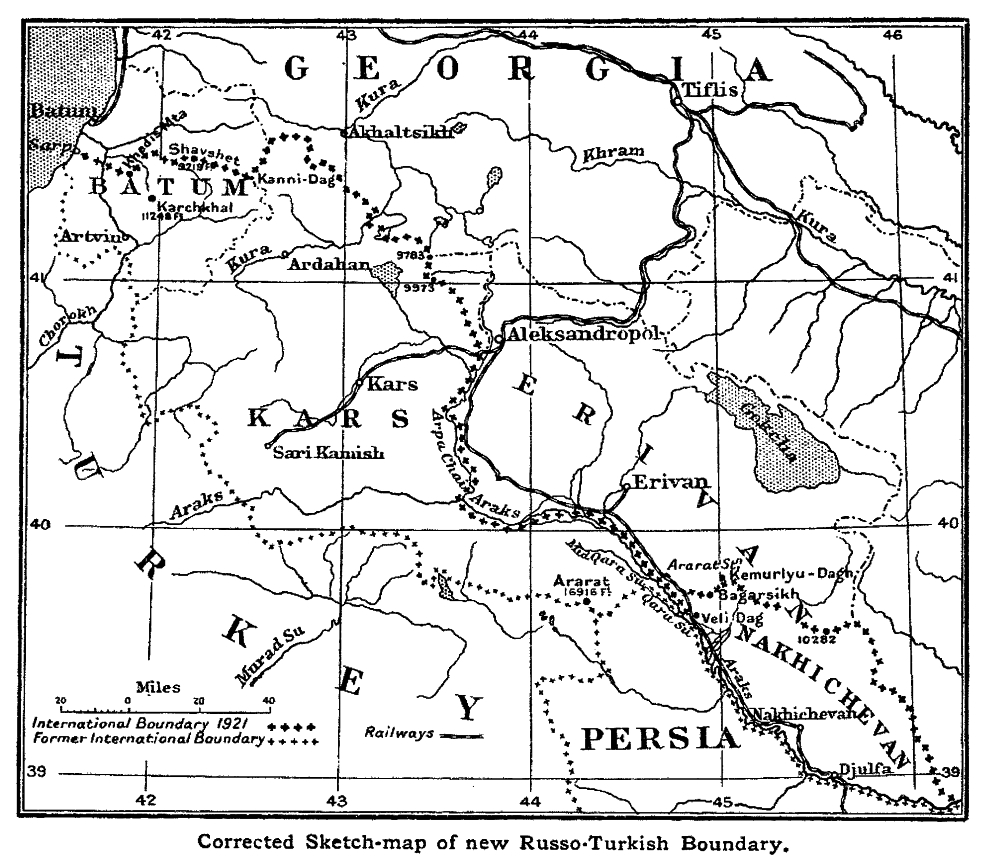
カルス条約で確立された国境線

カルス条約（カルスじょうやく、ロシア語: Карсский договор、トルコ語：Kars Antlaşması、グルジア語：ყარსის ხელშეკრულება、アルメニア語：Կարսի պայմանագիր、アゼルバイジャン語：Qars müqaviləsi）は、1921年10月13日に、既に社会主義ソビエト共和国となっていた南コーカサス3カ国とトルコの間で国境を確定させた平和条約である。
カルス条約の署名者は、この後1923年にトルコ共和国成立を宣言するトルコ大国民議会と、アルメニア・ソビエト社会主義共和国、アゼルバイジャン・ソビエト社会主義共和国、グルジア・ソビエト社会主義共和国の代表に加え、ロシア・ソビエト連邦社会主義共和国も参加した。トルコ以外の署名者は、この後ロシア内戦でのボリシェヴィキの勝利を経て1922年にソビエト連邦の一部となった。
カルス条約はその前身のモスクワ条約（1921年3月署名）を踏まえた内容である。対象となった地域は元々1877年-1878年の露土戦争の際にオスマン帝国からロシア帝国が併合した領土であった。唯一の例外は、ロシア・ペルシャ戦争 (1826年-1828年)後のトルコマーンチャーイ条約でロシア帝国に併合されたイランのエレバン・ハン国の一部であったスルマリ郡だけである。